# Коморица
Коморица је насељено место у саставу града Плетернице, у Славонији, Република Хрватска.

## Историја
До нове територијалне организације налазило се у саставу бивше велике општине Славонска Пожега.

## Становништво
Насеље је према попису становништва из 2011. године имало 188 становника.
| Националност       | 1991.        |
| Хрвати             | 202 (93,51%) |
| Срби               | 7 (3,24%)    |
| Југословени        | 1 (0,46%)    |
| остали и непознато | 6 (2,77%)    |
| Укупно             | 216          |